# IEEE P1363
IEEE P1363 — проєкт IEEE зі стандартизації криптосистем з відкритим ключем.
Метою проєкту було поєднання досвіду розробників криптографічних алгоритмів з відкритим ключем і створення єдиної бази їх описів для зручного вибору та застосування.
У підсумку проєкт включає в себе наступні специфікації, розділені за методом шифрування:
- Традиційні криптосистеми з відкритим ключем (IEEE Std 1363—2000 і 1363a-2004)
- Криптосистеми з відкритим ключем на ґратках (P1363.1)
- Криптосистеми з відкритим ключем з паролем (P1363.2)
- Особистісне шифрування з відкритим ключем на паруванні[en] (P1363.3)

Описані в стандарті алгоритми також можна умовно розділити за способами застосування:
- Стандартне шифрування з відкритим ключем
- Електронний підпис
- Протоколи вироблення загального ключа

Через широту охоплення і значної математичної основи стандарт може використовуватися як база для створення національних або галузевих стандартів.
Станом на жовтень 2011 року робочу групу очолює Вільям Уайт з NTRU Cryptosystems, Inc. Він зайняв посаду в серпні 2001. До цього керівниками були Арі Зінгер, також з NTRU (1999—2001), і Барт Каліські з RSA Security (1994—1999).

## Історія P1363
Робота над проєктом почалася в 1994 році. До 2001 року робоча група складалася з 31 людини. У 1997 році проєкт був розділений на P1363 і P1363a. У 2000 проєкт був розширений, і вже наприкінці року почалася робота над P1363.1 і P1363.2 . У 2004 році робоча група складалася з 16 чоловік.

## Традиційні криптосистеми з відкритим ключем (стандарти IEEE 1363—2000 і 1363a-2004)
Дана специфікація включає в себе описи алгоритмів вироблення загального ключа, електронного підпису та безпосередньо шифрування. При цьому використовуються такі математичні методи як факторизація цілих чисел, дискретне логарифмування і дискретне логарифмування в групах точок еліптичних кривих.

### Алгоритми вироблення загального ключа

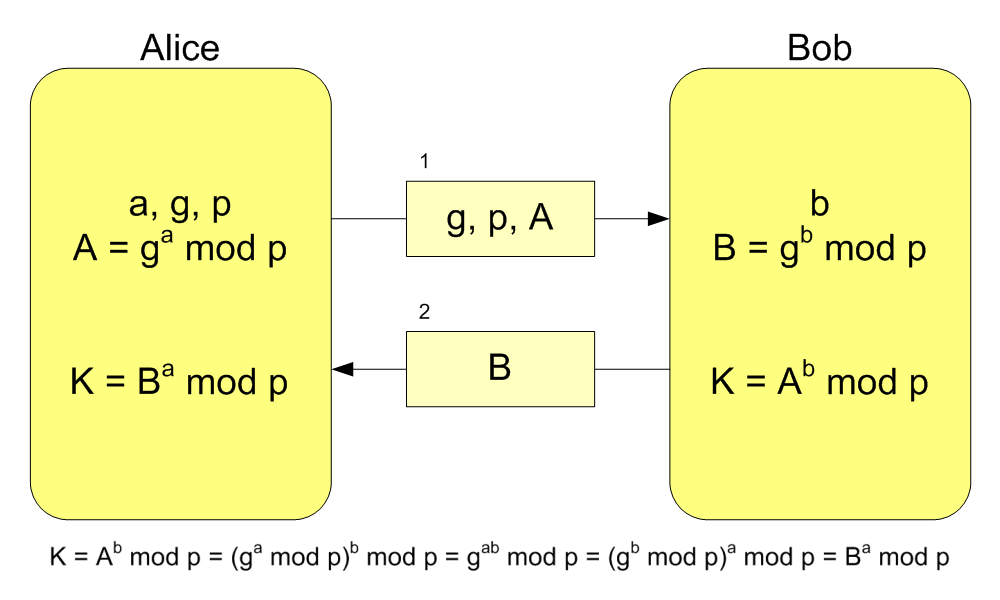
Графічне зображення функції, що використовується в алгоритмі Діффі — Геллмана

- DL/ECKAS-DH1 і DL/ECKAS-DH2 (англ. Discrete Logarithm/Elliptic Curve Key Agreement Scheme) — алгоритми вироблення загального ключа з використанням дискретного логарифма та еліптичної криптографії у варіанті Діффі — Геллмана). Включають в себе як стандартний алгоритм Діффі — Геллмана, побудований на дискретному логарифмировании, так і версію, засновану на еліптичних кривих.Графічне зображення функції, що використовується в алгоритмі Діффі — Геллмана
- DL/ECKAS-MQV — алгоритми вироблення загального ключа з використанням дискретного логарифма та еліптичної криптографії у варіанті MQV. Побудовані на протоколі Діффі — Геллмана, протоколи MQV вважаються більш захищеним до можливих махінацій з підміною ключів[4].

### Алгоритми підпису
- DL/ECSSA (англ. Discrete Logarithm/Elliptic Curve Signature Scheme with Appendix) — алгоритми підпису з використанням дискретного логарифма та еліптичної криптографії з доповненням. Тут чотири основних варіанти: DSA, ECDSA, Nyberg-Rueppel, а також Nyberg-Rueppel на еліптичних кривих.
- IFSSA (англ. Integer Factorization Signature Scheme with Appendix) — алгоритм підпису на цілочисельний факторизації з доповненням, що означає, що функції перевірки справжності треба надати не тільки саму підпис, але також і сам документ. В цей розділ входять дві версії RSA, алгоритм Рабіна (англ. Rabin cryptosystem) і ESIGN, швидкий стандарт, розроблений Nippon Telegraph and Telephone, а також кілька варіантів кодування повідомлення (генерації хеша), званих EMSA. Кілька сполучень мають усталені назви як готові алгоритми. Так, генерація хеша за допомогою EMSA3 з шифруванням RSA1 також має назву PKCS#1 v1.5 RSA signature[en] (за стандартом PKCS, розробленим компанією RSA Security); RSA1 з кодуванням EMSA4 — це RSA-PSS[en]; RSA1 з EMSA2 — алгоритм ANSI X9.31 RSA[5].
- DL/ECSSR (англ. Discrete Logarithm/Elliptic Curve Signature Scheme with Recovery) — алгоритми підпису з використанням дискретного логарифма та еліптичної криптографії з відновленням документа. Це означає, що для належної сторони потрібні тільки відкритий ключ і підпис — саме повідомлення буде відновлено з підпису.
- DL/ECSSR-PV (англ. Discrete Logarithm/Elliptic Curve Signature Scheme with Recovery, Pintsov-Vanstone version) — алгоритми підпису з використанням дискретного логарифма та еліптичної криптографії з відновленням документа, але вже версія Ванстоуна[en]-Пинцова. Цікаво, що Леонід Пінцов — виходець з Росії (закінчував матмех СПБДУ)[6].
- IFSSR (англ. Integer Factorization Signature Scheme with Recovery) — алгоритм з відновленням на цілочисельний факторизації.

### Алгоритми шифрування
- IFES (англ. Integer Factorization Encryption Scheme) — один з часто використовуваних алгоритмів, коли дані шифруються RSA, а до цього готуються за допомогою алгоритму OAEP[7].
- DL/ECIES (англ. Discrete Logarithm/Elliptic Curve Integrated Encryption Scheme) — більш стійкий до злому варіант алгоритму Ель-Гамаля (англ. ElGamal encryption), відомий як DHAES[8].
- IFES-EPOC (англ. Integer Factorization Encryption Scheme, EPOC version) — алгоритм EPOC на цілочисельний факторизації.

## Криптосистеми з відкритим ключем на ґратках (P1363.1)
- Алгоритм шифрування NTRU[en] — алгоритм, що базується на задачі знаходження найкоротшого вектора в ґратці. Деякими дослідниками вважається більш швидким[9], а також стійким до злому на квантових комп'ютерах[10], на відміну від стандартних криптосистем з відкритим ключем (наприклад, RSA і алгоритмів еліптичної криптографії).

## Криптосистеми з відкритим ключем з паролем (P1363.2)
Сюди входять алгоритми вироблення загального ключа при відомому обом сторонам паролі та алгоритми отримання ключа при відомому пароль.
- BPKAS (англ. Balanced Password-Authenticated Key Agreement Scheme, version PAK) — алгоритм вироблення загального ключа при відомому паролі, коли один і той же пароль використовується як при створенні ключа, так і при його перевірці. У стандарт внесено три версії алгоритму: PAK, PPK і SPEKE[en]
- APKAS-AMP (англ. Augmented Password-Authenticated Key Agreement Scheme, version AMP) — алгоритм вироблення загального ключа при відомому паролі, коли для створення ключа для аутентифікації використовуються різні дані, що побудовані на пароль. 6 версій: AMP, BSPEKE2, PAKZ, WSPEKE, версія SRP (Secure Remote Password) у варіантах 3 і 6, версія SRP у варіанті 5
- PKRS-1 (англ. Password Authenticated Key Retrieval Scheme, version 1) — алгоритм отримання ключа при відомому пароль.

## Особистісні криптосистеми з відкритим ключем на паруванні (P1363.3)
В цьому розділі стандарту містяться алгоритми особистісної криптографії, побудовані на різних спарюванні. Цей проєкт був погоджений у вересні 2005, перший повний чернетка з'явився в травні 2008. Станом на жовтень 2011 нових специфікацій не з'являлося.

## Аналоги
Іншими проєктами, які займалися каталогізацією криптографічних стандартів є вже згаданий PKCS, створений RSA Security, а також європейський NESSIE і японський CRYPTREC, однак, охоплення IEEE P1363 саме в області криптографії з відкритим ключем значно ширше.